# Tenuelamellarea hispanica
Tenuelamellarea hispanica är en kvalsterart som beskrevs av Subías och Iturrondobeitia 1978. Tenuelamellarea hispanica ingår i släktet Tenuelamellarea och familjen Lamellareidae. Inga underarter finns listade i Catalogue of Life.